# 에디슨 화이버드
에디슨 화이버드(Edison Fibird)는 에디슨모터스에서 생산하였던 저상버스이다.
천연가스버스와 전기버스로 나왔다. 전기버스는 출시 초기에는 배터리 교체식+플러그인 혼합형과 일반 플러그인식 2가지로 나왔으나, 기술적인 이유로 거의 순수 플러그인식만 팔렸다.

## 1세대
2014년 4월 당시 한국화이바에서 프리머스의 후속 모델로 출시했다. 차체는 유리 섬유와 카본 섬유제를 수지에 함침한 탄소섬유 강화 프리프레그 복합소재(CFRP)를 135℃ 이상의 온도에서 성형하여 제작됐다. CFRP를 사용함으로써 동급 대비 2.5톤의 경량화를 달성했으며 화재시 연기와 독성 가스 배출이 적고 화염에 강하며 충격과 마모, 부식에 강하다. 이전 모델인 프리머스의 곡선 지붕을 그대로 사용하면서 전면부와 후면부에는 곡선보다 직선을 사용한 디자인이 적용되었다. 전기버스인 e-화이버드의 경우 업계 최초로 ZF제 휠인(Wheel-In) 전기모터를 채용해, 배터리·모터와 파워트레인 등의 동력전달 효율성을 키웠다. 특히 병렬연결 방식으로 배터리 팩을 구성해 다른 배터리 팩에 문제가 발생하더라도 주행할 수 있단 안정성을 지녔다. 브레이크는 ABS를 적용했고 논스텝 저상버스의 특성상 와이드 에어 서스펜션을 장착했다. 운전석은 중앙 집중식 메타 클러스터(풀 LED 멀티 디스플레이)가 장착됐다. 운전자가 버스의 상태를 가늠할 수 있는 운전자 전용 모니터링 시스템도 도입했다. 7인치 LCD모니터에서 차량상태 정보와 주행 가능 여부, 승객 하차 시 중간문 시야와 후진 주차 시 후방 시야를 확인할 수 있다. 안전장비와 전조등, 후미등으로 고급 후방 적외선 카메라(야간 LED 점등)와 독립형 헤드램프(HELLA/전조, 상향, 지시등), 독립형 고급 LED 리어램프(HELLA, 브레이크, 미등, 지시등)를 장착했다. 실내 승차정원은 46명이며 휠체어 승·하차 경사판이 적용돼 있다. 휠하우징 최적화 설계로 시트 간 간격이 크고 후방 스탭이 계단형으로 돼 있어 탑승자 착석이 간편하도록 되어있다. 냉방의 경우 26,000kac/hr 대용량 에어컨을 탑재해 실내 거주성을 키웠다. e-화이버드는 1회 완충에 따른 공인 주행거리는 178.2㎞다. 배터리 충전시 2개의 충전구가 있어 급속으로 45분 충전이 가능하다. 일본 내수용으로는 가고시마와 기타큐슈 지역에서 운행한다.
천연가스버스는 대한민국의 시내버스 최초로 경주시의 천년미소에서 출고하였으며, 대한민국의 마을버스로는 최초로 고양시의 뉴시티에서 출고되었다. 전기버스는 서귀포 동서교통에서 배터리교체식+플러그인식 혼합형을 첫 도입했으며, 순수 플러그인식은 부산 오성여객이 첫 도입했다. 다만 동서교통의 경우 배터리교체식에 달린 배터리의 용량이 102kWh로 낮은 데다가, 서귀포에 설치한 충전지 교체용 기계에서 문제가 발생하는 등 기술적인 문제가 발견되어 더 이상 배터리교체식 혼합형을 도입하지 않고 순수 플러그인식만 도입했다.
대시보드 오른쪽은 뒷문용 모니터가 설치되어 있다. 이 때문에 이 차량의 카스테레오는 스마트 110(저상/고상)과 달리 대시보드 아래쪽에 있어서 조작이 불편했다. 계기판 모양이 바뀐 후기형도 카스테레오는 단종될 때까지 대시보드 아래쪽에 있다. 이는 화이버드의 큰 단점 중 하나며, 스마트 087/093도 같은 단점을 공유하고 있다.
2018년에는 마이너 체인지를 거쳐 리어 테일램프가 8등식에서 6등식으로 변경되었다.
2020년에는 천연가스버스의 엔진이 GL11P에서 GX12P로 변경됐다. 그리고 계기판이 스마트 11H의 페이스리프트 모델과 비슷해졌다. 그리고 스마트 11H(110H 포함)가 화이버드의 전면부와 비슷하게 페이스리프트를 거쳤다.
2021년 6월에는 페이스리프트 모델이 스마트 110에 이관되는 방식으로 전기 저상버스 모델이 변경됐다. 동년 8월에는 CNG 저상버스도 페이스리프트와 함께 스마트 110G로 변경되어, 화이버드는 스마트 110 저상버스에 통합되는 방식으로 단종됐다. 이후에는 이미 제작된 화이버드 천연가스/전기차량들이 세종교통과 밀양교통 등지에 시차를 두고 인도되는 형태로 재고를 소진했다.

### 제원
| 구분                               | 화이버드                                              | e화이버드 PIEV                                    | e화이버드 BSEV                                    | New e화이버드 PIEV (204kWh)                       | New e화이버드 PIEV (272kWh)                       |
| ---------------------------------- | ----------------------------------------------------- | ------------------------------------------------- | ------------------------------------------------- | ------------------------------------------------- | ------------------------------------------------- |
| 전폭 (mm)                          | 2,495                                                 | 2,495                                             | 2,495                                             | 2,495                                             | 2,495                                             |
| 전고 (mm)                          | 3,360                                                 | 3,310                                             | 3,480                                             | 3,390                                             | 3,390                                             |
| 전장 (mm)                          | 11,050                                                | 11,030                                            | 11,075                                            | 10,990                                            | 10,990                                            |
| 축거 (mm)                          | 5,400                                                 | 5,400                                             | 5,400                                             | 5,400                                             | 5,400                                             |
| 승차 정원                          | 50명                                                  | 46명                                              | 46명                                              | 46명                                              | 46명                                              |
| 공차중량 (kg)                      | 14,390                                                | 14,390                                            | 14,390                                            | 14,710                                            | 15,360                                            |
| 변속기                             | 앨리슨 T350R 자동 6단/ZF 에코라이프 6AP1400B 자동 6단 |                                                   |                                                   |                                                   |                                                   |
| 연료탱크/배터리 최대용량 (ℓ)/(kWh) | 945                                                   | 163                                               | 102                                               | 204                                               | 272                                               |
| 최고속도 (km/h)                    | 160(계기판 최고속도)                                  | 160(계기판 최고속도)                              | 160(계기판 최고속도)                              | 160(계기판 최고속도)                              | 160(계기판 최고속도)                              |
| 서스펜션 (전/후)                   | 리지드 엑슬 에어서스펜션/와이드 엑슬 에어서스펜션     | 리지드 엑슬 에어서스펜션/와이드 엑슬 에어서스펜션 | 리지드 엑슬 에어서스펜션/와이드 엑슬 에어서스펜션 | 리지드 엑슬 에어서스펜션/와이드 엑슬 에어서스펜션 | 리지드 엑슬 에어서스펜션/와이드 엑슬 에어서스펜션 |
| 구동 형식                          | 리어엔진 후륜구동                                     | 전기모터 후륜구동                                 | 전기모터 후륜구동                                 | 전기모터 후륜구동                                 | 전기모터 후륜구동                                 |
| 연료                               | CNG                                                   | 전기 (리튬 이온 배터리)                           | 전기 (리튬 이온 배터리)                           | 전기 (리튬 이온 배터리)                           | 전기 (리튬 이온 배터리)                           |
| 배기량 (cc)                        | 11,051                                                |                                                   |                                                   |                                                   |                                                   |
| 엔진 또는 모터 제조사/형식         | DOOSAN/GL11P L6 유로 6                                | ZF/AVE130                                         | SIEMENS/1PV5135                                   | LVKON/TED3960                                     | LVKON/TED3960                                     |
| 최고 출력 (ps/rpm)                 | 290/2,100                                             | (250kW)/                                          | (220kW)/4,000                                     | 435(320kW)/4,500                                  | 435(320kW)/4,500                                  |
| 최대 토크 (kgf · m/rpm)            | 115/1,300                                             | /                                                 | 115/                                              | 224.34/4,500                                      | 224.34/4,500                                      |

## 운용 업체

### 천연가스버스
- 서울특별시 : 양천운수, 신흥운수, 서부운수, 삼성여객, 보성운수, 범일운수, 아진교통, 김포교통, 김포국제공항 하이에어 램프버스
- 인천광역시 : 세운교통, 시영운수, 인천교통공사
- 대구광역시 : 현대교통, 달구벌 종합복지관 셔틀버스, 영진교통, 세한여객
- 경기도 : 청우운수, 안양시 수리장애인종합복지관ㆍ노약자 무료셔틀버스
- 경상북도 : 새천년미소, 경산버스
- 경상남도 : 마인버스
- 부산광역시 : 부산진구 노인복지관ㆍ장애인복지관 셔틀버스, 일신여객, 오성여객
- 세종특별자치시 : 세종교통, 세종도시교통공사

### 전기버스

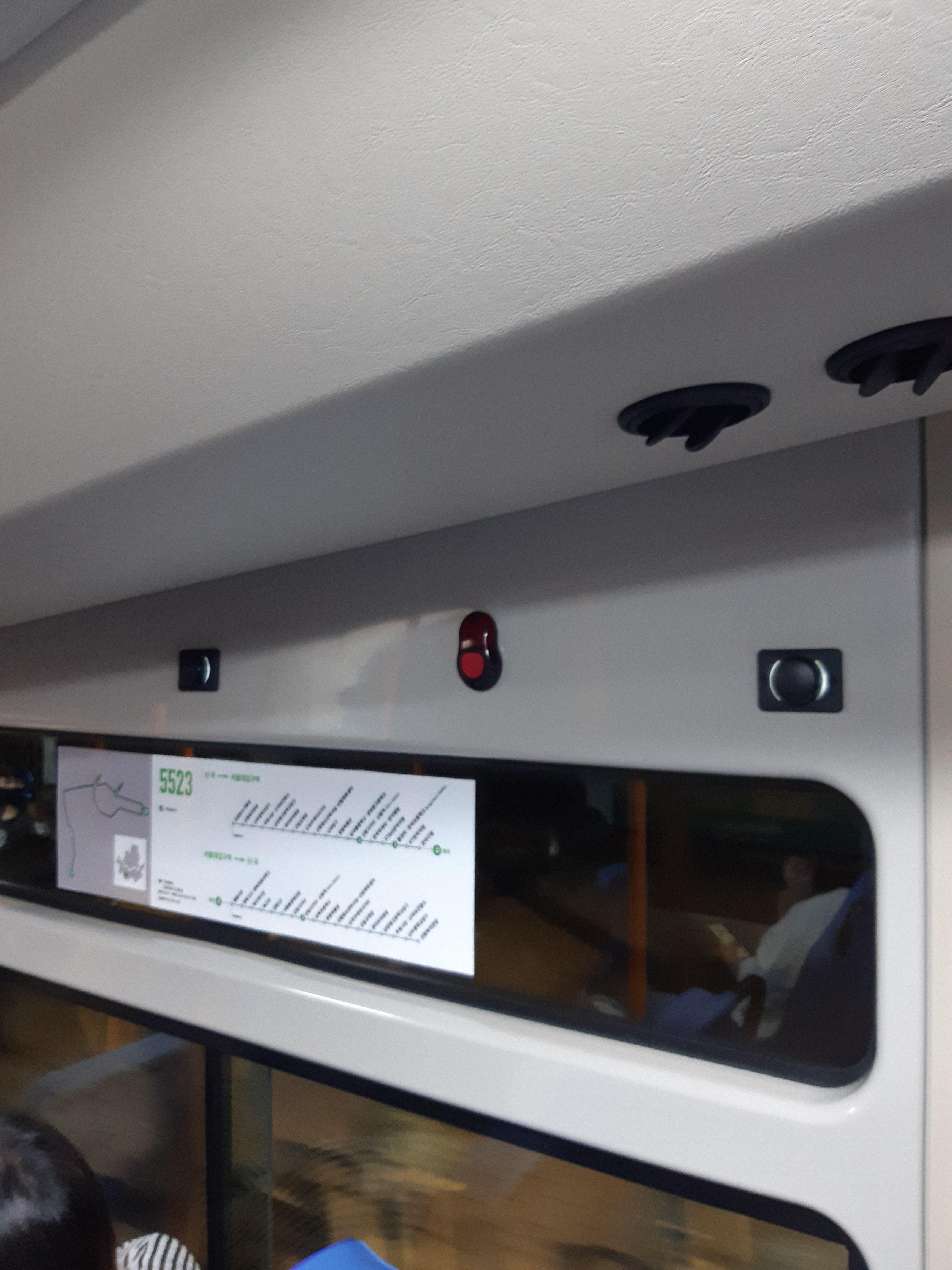
서울특별시의 시내 버스내 USB 휴대폰 충전포트가 설치되어 있는 차량

- 서울특별시 : 양천운수, 서울승합, 현대교통, 세풍운수, 유성운수, 관악교통[6], 범일운수, 군포교통, 서울교통네트웍, 서부운수, 태진운수, 한성운수, 한성여객, 흥안운수, 삼화상운, 북부운수
- 인천광역시 : 시영운수, 마니교통, 영종운수
- 부산광역시 : 오성여객, 시민여객
- 경기도 : 수원여객, 부천버스, 산본여객
- 충청남도 : 당진여객, 아산여객, 새천안교통, 보성여객, 삼안여객
- 전라남도 : 나주교통, 담양군 시티투어버스
- 제주특별자치도 : 동서교통[7], 제주여객, 서귀포시 공영버스, 삼영교통
- 강원특별자치도 : 춘천시민버스
- 경상남도 : 함양지리산고속, 밀양교통, 진주시민버스
- 광주광역시 : 동화운수
- 일본 : 난고구 교통, 기타큐슈 시 교통국[8]